# 维利耶圣奥里安
维利耶圣奥里安（法語：Villiers-Saint-Orien，法語發音：[vilje sɛ̃.t‿ɔʁjɛ̃]）是法国厄尔-卢瓦省的一个市镇，属于沙托丹区。

## 地理
维利耶圣奥里安（48°8'1"N, 1°29'22"E）面积15.11 平方千米，位于法国中央-卢瓦尔河谷大区厄尔-卢瓦省，该省份为法国北部内陆省份，北起顺时针与厄尔省、伊夫林省、埃松省、卢瓦雷省、卢瓦-谢尔省、萨尔特省和奧恩省接壤。
与维利耶圣奥里安接壤的市镇（或旧市镇、城区）包括：比兰维尔、科尼-莫利塔尔、库尔伯艾、当西、诺通维尔、桑什维尔。

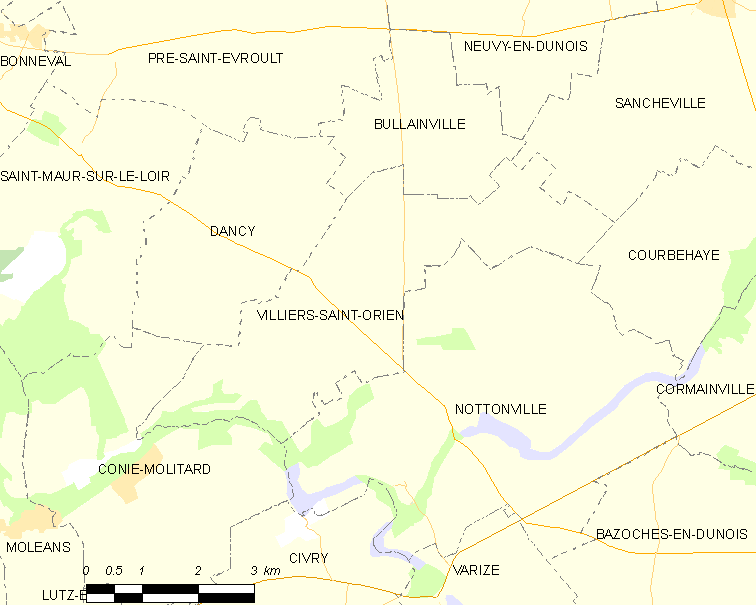
维利耶圣奥里安的OSM定位图

维利耶圣奥里安的时区为UTC+01:00、UTC+02:00（夏令时）。

## 行政
维利耶圣奥里安的邮政编码为28800，INSEE市镇编码为28418。

## 政治
维利耶圣奥里安所属的省级选区为沙托丹县。

## 人口

1962-2008年间维利耶圣奥里安人口变化图示

维利耶圣奥里安于2022年1月1日时的人口数量为162人。